# Energia no Ceará

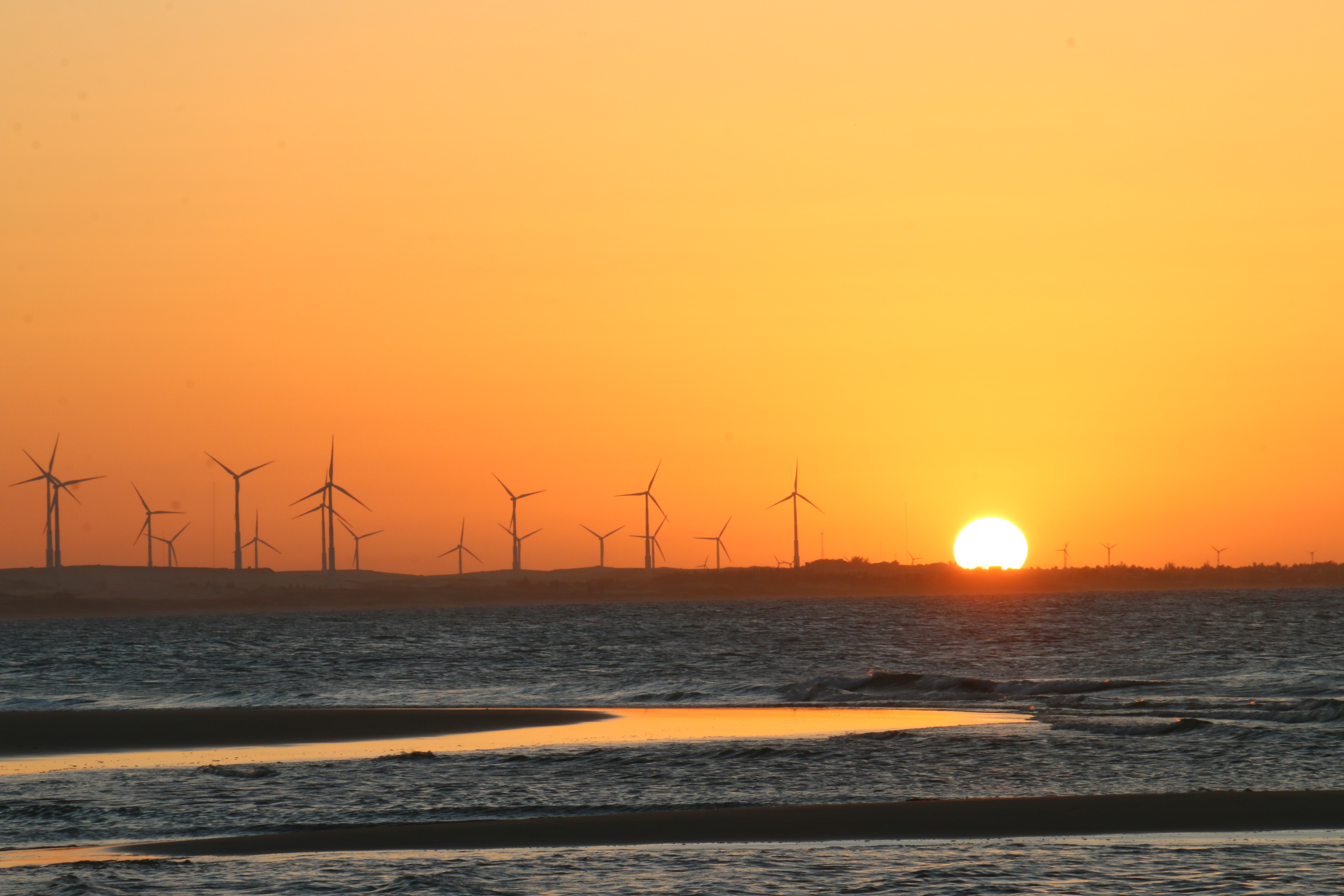
Parque Eólico na praia do Pecém em São Gonçalo do Amarante, no Ceará.

A Energia no Ceará é um importante fator de crescimento e desenvolvimento econômico no estado. Sua disponibilidade é fundamental para que as famílias tenham qualidade de vida. Além disso, é através dela que empresas e indústrias funcionam e produzem bens e serviços necessários ao consumo interno e também para exportação. A disponibilidade de energia elétrica é fundamental para garantir a atração de investimentos necessários ao desenvolvimento das cadeias produtivas da área. 
O estado dispõe de variados métodos de geração de energia elétrica, como hidrelétrica, eólica, solar e térmica, sendo autossuficiente no que diz respeito ao consumo, produzindo além do que necessita e exportando o excedente. A política energética do estado prioriza as fontes renováveis de energia, em especial a eólica e a solar.

## História
O estado era, até o final do século XX, totalmente desprovido de grandes unidades geradoras de energia. Na década de 2000 foram feitos diversos investimentos na geração de energia eólica a fim de que o estado atendesse toda sua demanda energética a partir de seu próprio solo.
Durante algum tempo, parte da demanda de energia elétrica pôde ser suprida pela Companhia Hidro Elétrica do São Francisco, por meio da geração nas usinas hidrelétricas de Paulo Afonso, Xingó, Sobradinho, Itaparica e Moxotó. O Ceará também foi atendido pela energia gerada na Usina Hidrelétrica de Tucuruí, no Pará, estando totalmente integrado ao Sistema Interligado Nacional.
O Ceará descobriu a vocação para gerar energia através dos ventos no final da década de 1990 e se tornou pioneiro no estímulo a geração de energia eólica no Brasil. Com a implantação dos primeiros parques comerciais, foi líder em capacidade instalada e em produção desse tipo de energia. O potencial de eficiência do vento para geração de energia no Ceará supera a média mundial e a do próprio País. O estado possui um fator de capacidade médio de 47,6%, segundo dados da Associação Brasileira de Energia Eólica – ABEEólica, enquanto o Brasil fica com 40,7% e o mundo com 25%. Esse indicador demonstra a capacidade de geração de energia em função da potência instalada e do período de operação.
Atualmente, o Ceará gera mais de 5 GW de energia elétrica, bem acima da demanda do estado que é de aproximadamente 2 GW. A energia eólica é a segunda principal fonte energética do Ceará, perdendo apenas para a geração termelétrica, tendo mais de 80 parques eólicos em funcionamento, localizados no litoral e na região serrana. No Brasil, o Ceará está entre os cinco principais geradores de energia a partir do vento, segundo a Agência Nacional de Energia Elétrica - ANEEL. Além disso, o Ceará se encontra ainda no grupo de liderança quando o assunto é a microgeração distribuída, que é a geração elétrica realizada pelo próprio consumidor a partir de fontes renováveis ou de alta eficiência energética. As unidades ou centrais estão localizadas em vários municípios cearenses. A maioria é residencial, mas há unidades de uso comercial e industrial. Em 2018, o Ceará foi responsável por 2,57% da capacidade instalada nacional, ficando em 13º lugar entre as unidades federativas.

## Produção de energia
A produção de energia elétrica consiste em um importante insumo para o crescimento socioeconômico de qualquer país, por isso é necessário que haja um abastecimento por meio de fontes adequadas, perenes e confiáveis. Além disso, o acesso à energia elétrica é um indicador clássico utilizado na classificação das condições socioeconômicas de uma população, sendo um recurso primordial para o suprimento de quase todas as atividades básicas do ser humano.
O acesso à energia é parte fundamental da qualidade de vida dos cidadãos e um insumo importante para a atividade econômica, portanto, deve constar em qualquer agenda que envolva discussão sobre metas sociais e desenvolvimento econômico. A matriz de energia elétrica deve apresentar o melhor retorno financeiro e econômico possível, mas também deve-se considerar os aspectos sociais e ambientais, ponderando os impactos e analisando a viabilidade técnica e operacional.

### Energia hidrelétrica

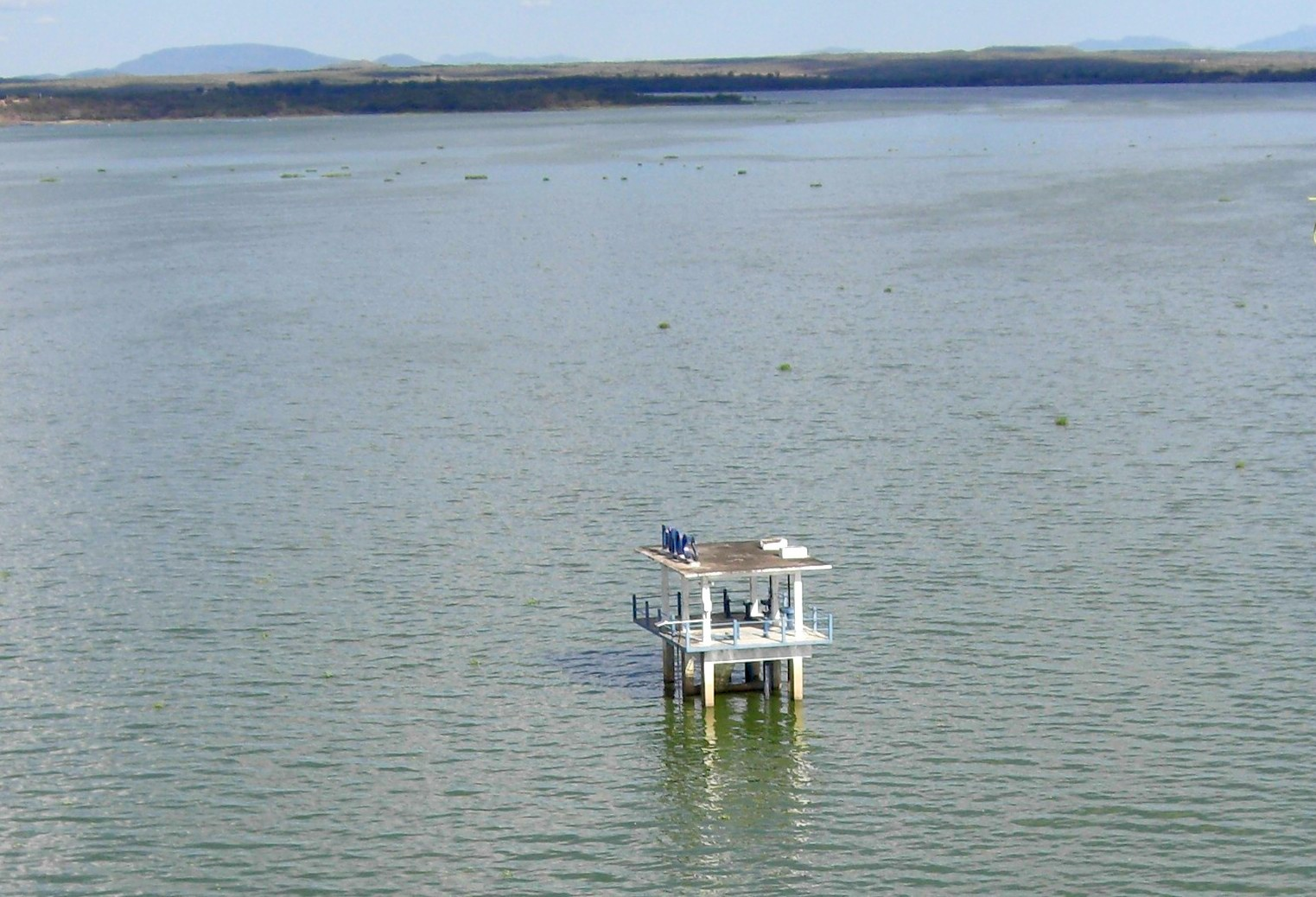
PCH Araras. Operada pelo DNOCS.

A energia hidrelétrica é gerada pelo aproveitamento do fluxo das águas em uma usina construída com complexo sistema de tecnologia que transforma energia mecânica em energia elétrica. A produção de energia hidrelétrica no Brasil é regulamentada e dividida de acordo com sua potência de produção e com o porte/estrutura da usina. Por definição regulatória, os empreendimentos são divididos em: Usinas Hidrelétricas (UHE), que possuem potência instalada superior a 30 MW; Pequenas Centrais Hidrelétricas (PCHs), que possuem potência instalada entre 1,1 MW e 30 MW com área total de reservatório igual ou inferior a 3 km², e Centrais Geradoras Hidrelétricas (CGH) que têm até 1 MW de potência instalada.
A produção energética atual do Ceará apresenta uma maior participação do tipo termelétrica (52,32%) acompanhada da eólica (47,53%), sendo estas as principais matrizes a compor a capacidade instalada do Estado. Em seguida, tem-se a energia solar fotovoltaica (0,12 por cento) e a hídrica (0,03 por cento). No Ceará, a produção hidrelétrica é realizada por meio de uma PCH e duas CGH: é possível gerar 4.000 KW de energia elétrica através da PCH Araras, já a CGH Figueiredo é capaz de gerar 403 KW de potência, e a CGH Taquara é capaz de gerar 860 KW de potência.
Na tentativa de ampliar o uso de fontes não poluentes no Ceará, projeta-se para o estado o aumento do uso da fonte hidrelétrica com a construção de Pequenas Centrais Hidrelétricas (PCH) nos principais reservatórios do estado, como Açude Orós e Açude Banabuiú. Nesse sentido, está sendo construída a PCH Castanhão no município de Alto Santo, no Vale do Jaguaribe, que irá barrar o Rio Jaguaribe. Inicialmente, a PCH Castanhão terá capacidade instalada de 1.319 KW, podendo expandir até 9.000 KW de potência.

### Energia térmica e fóssil

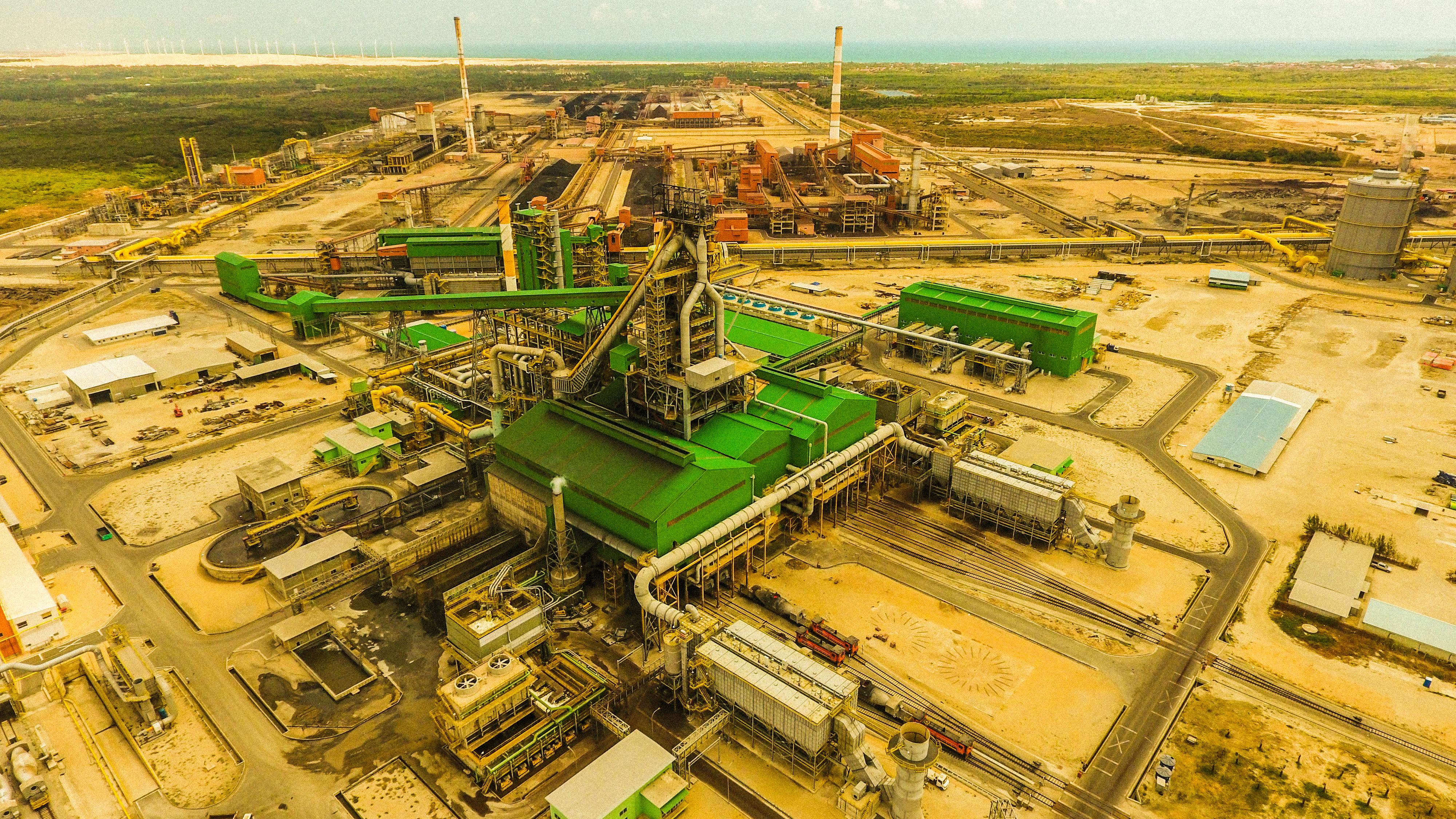
Siderúrgica no Pecém. Na produção de Aço, há o uso intensivo de energia termelétrica.

A produção de energia proveniente de combustíveis fósseis no Ceará tem um peso significativo na matriz energética do estado, uma vez que mais da metade (52,32%) da energia produzida é pertencente a essa matriz. Atualmente, o Ceará conta com 36 usinas em operação, sendo o óleo diesel (72,2%) e o gás natural (16,6%) as principais fontes, além do carvão mineral, totalizando uma potência instalada de 2.153.158 KW. A Região Metropolitana de Fortaleza concentra 26 das 36 usinas desta fonte no estado, com destaque para os municípios de Fortaleza, São Gonçalo do Amarante e Caucaia.
O Complexo Termelétrico do Pecém, incluindo a UTE Pecém I (720 MW) e a UTE Pecém II (320 MW), movidas a carvão mineral, colocam o Ceará como um dos maiores produtores de energia termelétrica do Brasil. As duas usinas representam 16% da energia consumida no Nordeste, e podem produzir até 80% da energia consumida no estado, conferindo maior segurança energética ao Ceará e tornando-o exportador de energia.

### Energia eólica

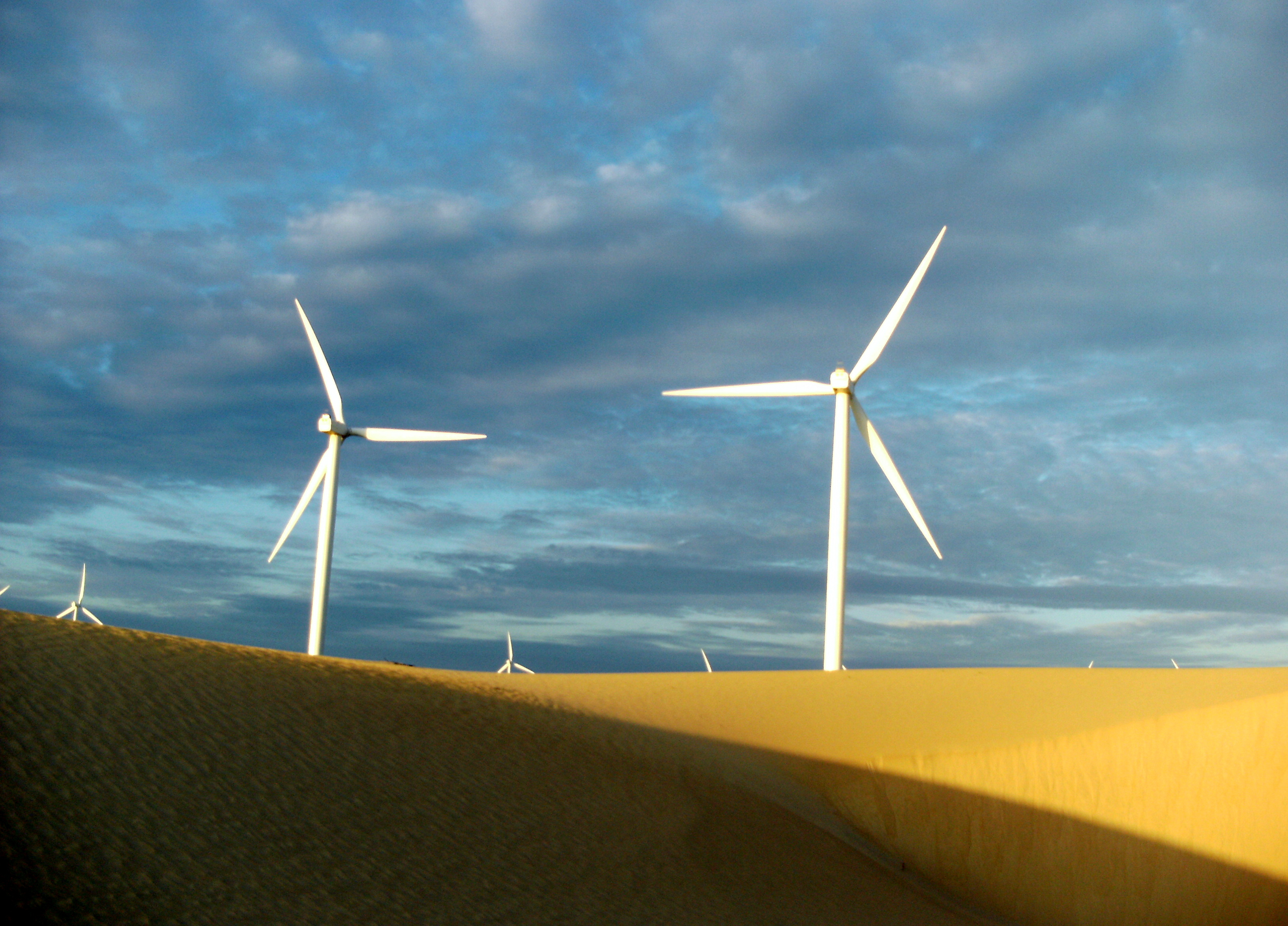
Parque eólico em Caucaia, em Icaraí.

A energia eólica é aquela obtida da energia cinética (do movimento) gerada pela migração das massas de ar provocada pelas diferenças de temperatura existentes na superfície do planeta. Observa-se uma baixa produção de energia eólica no país, mesmo com condições de expansão extremamente favoráveis.
Pode-se verificar também uma concentração desta matriz nas regiões Nordeste e Sul. Em todo o país, apenas 14 estados possuem algum tipo de geração desta fonte, somando 13.733 MW de capacidade instalada até novembro de 2018. A geração elétrica desta fonte corresponde a 8,15% de toda a capacidade instalada no país. Ao todo, o Brasil conta com 557 usinas eólicas, localizadas principalmente nas Regiões Nordeste e Sul. O aproveitamento eólico no estado teve início ainda no final da década de 1990, com as usinas eólicas da Taíba no município de São Gonçalo do Amarante, sendo a primeira a atuar como produtor independente desta matriz do país e a usina eólica da Prainha, no município de Aquiraz.

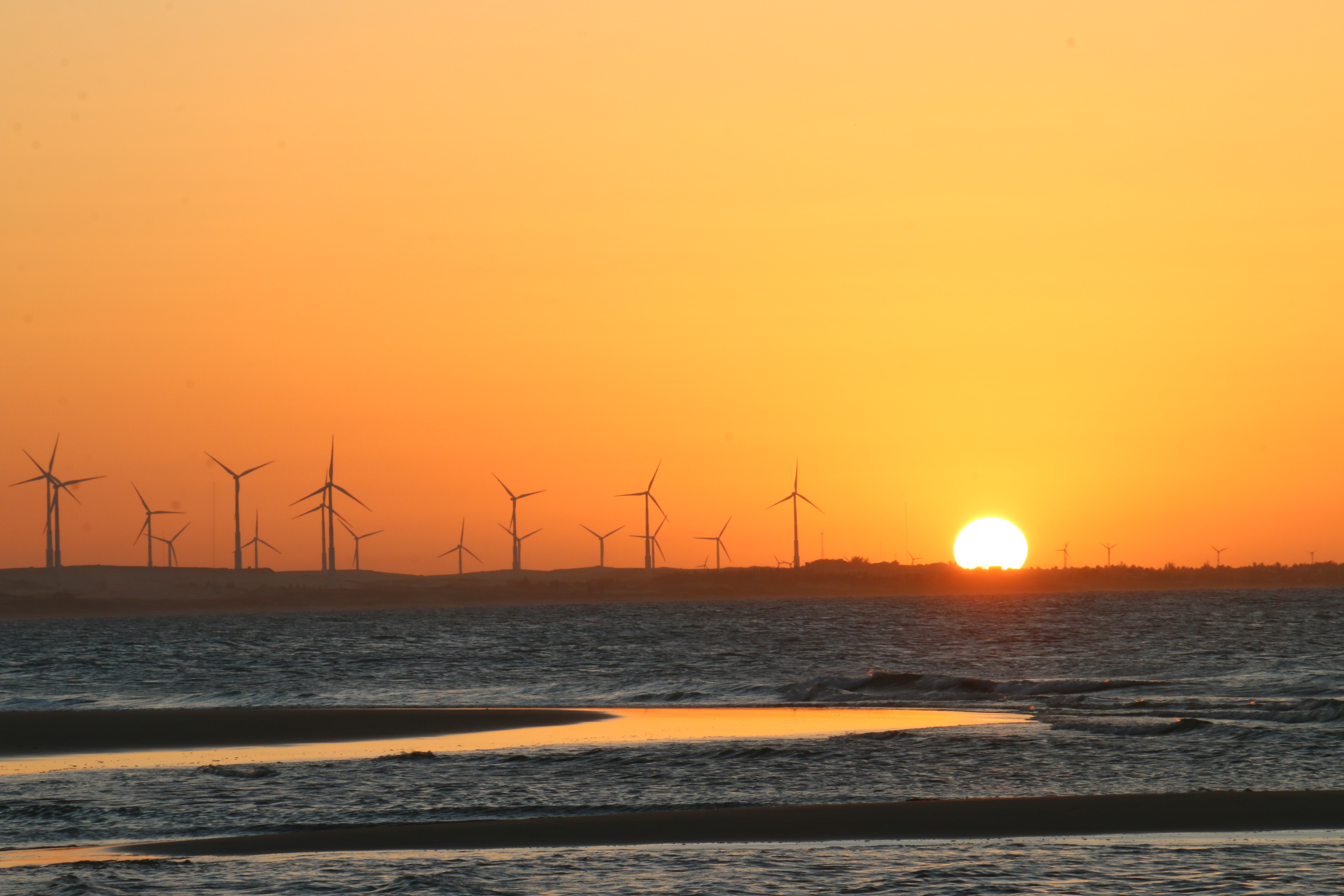
Parque eólico no Porto do Pecém no Ceará.

O estado é o terceiro maior produtor de energia eólica do país, com 2.134 MW de capacidade instalada, além de possuir a melhor produção mundial. Atualmente, o Ceará tem 86 projetos eólicos em operação (2 GW), cinco projetos em construção, todos no município de Aracati, no Litoral Leste, totalizando um potencial de 98.7 MW. Além disso, há 83 projetos cadastrados na Agência Nacional de Energia Elétrica (ANEEL), totalizando ~ 4,3 GW.
Tradicionalmente, a produção eólica do estado esteve concentrada no litoral, entretanto, com o início da operação das usinas eólicas nos municípios de Tianguá e Ubajara, na Serra da Ibiapaba, no ano de 2016, iniciou-se um movimento de desconcentração espacial da produção, estimulando o aproveitamento eólico em áreas serranas.

### Energia solar
A energia solar chega à Terra nas formas térmica e luminosa e, dependendo da tecnologia utilizada pode ser transformada em energia térmica ou elétrica. No Brasil, o principal tipo de aproveitamento solar é realizado por meio da utilização de painéis fotovoltaicos, que por sua tecnologia, têm a vantagem de não precisar do brilho do sol direto para operar, podendo gerar eletricidade também em dias nublados. A geração solar fotovoltaica apresenta números extremamente baixos, sobretudo, frente à capacidade de geração natural do país.
Quanto à geração centralizada, que são as usinas solares fotovoltaicas reguladas e outorgadas para o mercado, o Ceará possui em operação a Usina Solar Tauá (1 MW), a Usina Solar do Grupo Telles em Pindoretama (3 MW), o Complexo Solar Apodi (I, II, III e IV) em Quixeré, no Vale do Jaguaribe, (162 MW), e a Usina Fotovoltaica Sol do Futuro em Aquiraz, na Região Metropolitana de Fortaleza, (81 MW), além da construção de novos projetos já autorizados e para expansão das usinas já existentes, aproveitando o potencial de energia solar do estado.
Em relação à geração distribuída, que é a energia elétrica gerada no local de consumo ou próximo a ele, sendo válida para diversas fontes de energia renováveis como a energia solar, eólica e hídrica, e conectados diretamente no sistema elétrico de distribuição do comprador, o Ceará é um dos estados com maior potencial instalado do País, e conta em 2020 com 2.587 unidades geradoras de energia fotovoltaica, superando os 129 MW.

## Matriz energética do Ceará
Abaixo estão listadas as principais fontes geradoras da matriz energética cearense e sua capacidade instalada:
| Tipo                     | Cap. Instalada | Un.  |
| ------------------------ | -------------- | ---- |
| Usina Termelétrica (UTE) | 2,153 MW       | 36   |
| Parque Eólico (EOL)      | 2,187 MW       | 86   |
| Usina Solar (UFV)        | 213 MW         | 7    |
| Geração Distribuída      | 129,4 MW       | 2587 |
| Hidrelétrica (CGH / PCH) | 5,2 MW         | 3    |

## Distribuição

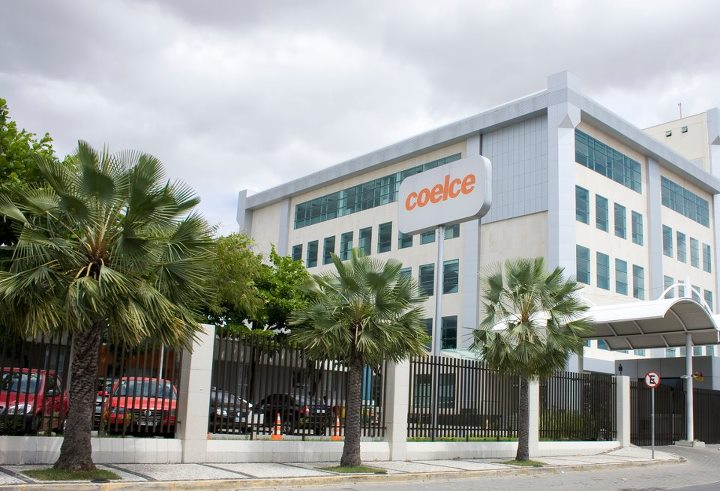
Edifício-Sede da Enel (antiga Coelce).

A Enel Distribuição Ceará é a empresa responsável pela distribuição da energia no estado. O consumo médio do estado gira em torno de 650 gigawatts por mês. Em 2007, 99,3% dos domicílios urbanos e 90,4% dos domicílios rurais eram servidos pela rede de distribuição elétrica, contabilizando 2.688.746 clientes, e em 2017 apresentou consumo médio de 9.788.037 mW/h.
O volume total de venda e transporte de energia na área de concessão da Coelce em 2010 foi de 8.815 GW/h, alta de 12,8% em relação ao ano anterior, cujo volume foi de 7.816 GW/h. A receita líquida também evoluiu, para R$ 2.850 milhões, com aumento de 18% em comparação ao ano anterior; a geração de caixa, expressa pelo EBITDA, foi de R$ 807 milhões (R$ 648,7 milhões em 2009) e o lucro líquido atingiu R$ 472 milhões, 19,5% acima do ano anterior.
Foi eleita pelo Great Place to Work Institute (GPTW) como a 14º melhor empresa para se trabalhar no Brasil em 2009. Em 8 de novembro de 2016, a então Companhia Energética do Ceará (COELCE) passou a se chamar Enel Distribuição Ceará, o mesmo ocorreu com a distribuidora Ampla, que opera no Rio de Janeiro, que passou a se chamar Enel Distribuição Rio.